# Scialla! (Stai sereno)
Scialla! (Stai sereno) è un film del 2011 scritto e diretto da Francesco Bruni con Fabrizio Bentivoglio, Barbora Bobuľová e Filippo Scicchitano - nella sua prima apparizione cinematografica - e con la partecipazione di Vinicio Marchioni e Giuseppe Guarino.
Scialla! è stato presentato alla 68ª Mostra internazionale d'arte cinematografica di Venezia, dove ha vinto Controcampo italiano, la sezione che la Mostra dedica al cinema italiano e il premio "Vittorio Veneto Film Festival" assegnato dalla giovane giuria dell'omonimo festival, che ha partecipato con un gruppo di 20 giovani giurati provenienti dalla provincia di Treviso (Vittorio Veneto e Conegliano) e Belluno.
Ai David di Donatello 2012 ha vinto 1 David (dopo aver ottenuto cinque candidature) e il Premio David Giovani 2012; sempre nel 2012, e dopo aver ottenuto cinque candidature per le medesime categorie di premi ottenute ai David di Donatello, ha vinto uno dei Nastri d'Argento in palio. Scialla! è stato il film italiano più premiato del 2011.
Il titolo del film fa riferimento al linguaggio usato da adolescenti e giovani, soprattutto della zona di Roma. Se questo termine derivi o meno dall'arabo "Inshallah" (un termine in lingua araba che significa "se Dio [lo] vuole") non è sicuro. Ciò che è certo, e lo dimostra il titolo per esteso del film (Scialla! Stai sereno) è che l'invito, usato spesso da Luca nei confronti di Bruno, sia l'equivalente del “Take it easy” anglosassone o del “Tranquille” francese: come dire, appunto, “stai rilassato, sereno, non prendertela”. Il termine "Scialla" (insieme a "Sciallo") appare nel vocabolario on line di termini gergali e giovanili italiani Slangopedia.

## Trama
Bruno Beltrame è un ex-professore e scrittore cinquantenne padovano che ha abbandonato l'insegnamento e vive da solo a Roma mantenendosi con lezioni private e facendo il ghostwriter. Attualmente, lavora alla biografia di Tina, una ex pornostar slovacca divenuta nel frattempo una ricca produttrice di film hard e madre di un ragazzo quindicenne, studente modello. Tra gli allievi di Bruno c'è Luca, un quindicenne pieno di vitalità ma irriverente e irrequieto che frequenta malvolentieri la scuola superiore ed è affascinato dal mito del malvivente di successo. La madre di Luca, dovendo partire per un viaggio di lavoro nel Mali, affida il figlio a Bruno, a cui rivela di essere il padre del ragazzo.
Scosso dalla notizia, Bruno accetta di ospitare Luca nella sua disordinata casa. Allo stesso tempo però, l'uomo non ha idea su cosa vuol dire essere genitore di quel ragazzo che ancora non sa di avere un padre e gestisce i primi giorni di convivenza seguendo gli stessi schemi di sempre. Ma un giorno, dal liceo, lo informano del disastroso andamento scolastico del figlio e delle numerose assenze. Il colloquio con la professoressa Di Biagio, che preannuncia la probabile bocciatura di Luca, segna il punto di svolta nel comportamento dell'ex-professore che da quel momento, con uno scatto d'orgoglio, inizia subito a prendere in mano la situazione scolastica del ragazzo: lo obbliga a studiare duramente ogni pomeriggio e lo accompagna a scuola ogni mattina per evitare che salti le prime ore di lezione.
Luca mal sopporta il nuovo “regime” e Bruno fatica molto nella sua difficile operazione di recupero. Nel frattempo però, Luca comincia a frequentare loschi personaggi e fatalmente, si mette nei guai con "Il Poeta", un narcotrafficante innamorato di cinema e di arte. Proprio mentre la situazione sta per peggiorare, il malvivente riconosce in Bruno il professore di scuola che, molti anni prima, lo aveva fatto appassionare alla letteratura e alla poesia. Padre e figlio usciranno migliorati da quest'incontro tra generazioni e stili di vita così lontani, tanto che Luca, riconoscendo dopo quest'esperienza l'importanza delle materie letterarie, si dedica con passione allo studio, recuperando anche delle buone valutazioni a scuola. Ciò nonostante, alla fine dell'anno, Luca verrà bocciato, lasciando Bruno allibito, tanto da portarlo a scontrarsi con i professori del figlio, da cui apprende che in realtà Luca era stato rimandato, ma che aveva chiesto lui personalmente di essere bocciato per recuperare quanto non aveva studiato e quindi non perdersi l'estate. Bruno riconosce finalmente il cambiamento e la maturità del figlio e riesce anche a superare le sue paure d'amore, innamorandosi ricambiato di Tina.

## Produzione
Filippo Scicchitano arriva a essere scelto per interpretare il ruolo del giovane protagonista, con il quale ha diverse affinità biografiche, quasi per caso. Si presenta infatti ai provini, secondo la migliore tradizione, su proposta di un amico e senza la seria intenzione di partecipare al casting, ma viene subito notato dal regista che, in un secondo tempo, lo richiama per costruire insieme il personaggio di Luca.

## Distribuzione
È uscito nelle sale cinematografiche il 18 novembre 2011 distribuito da 01 Distribution. Il film è uscito in Francia nel 2013 con il sottotitolo Joue-la cool e in Giappone con il titolo Bruno (dal nome del protagonista Bruno Beltrame), mentre negli Stati Uniti d'America è conosciuto come Easy!.
Il film uscito nelle sale italiane il 18 novembre 2011, in contemporanea con l'omonimo libro edito da Mondadori di Giacomo Bendotti che si è aggiudicato il primo posto al "Premio Ostiglia Arnoldo Mondadori - Un libro al cinema" organizzato dal comitato del Festival Internazionale di Cinema d'Arte e tenutosi a Ostiglia (Mantova) il 6 e 7 ottobre 2012.

## Home video
Sui supporti DVD e BD il film è stato reso disponibile per il noleggio dal 4 aprile 2012 e in vendita dal 9 maggio 2012.

## Colonna sonora

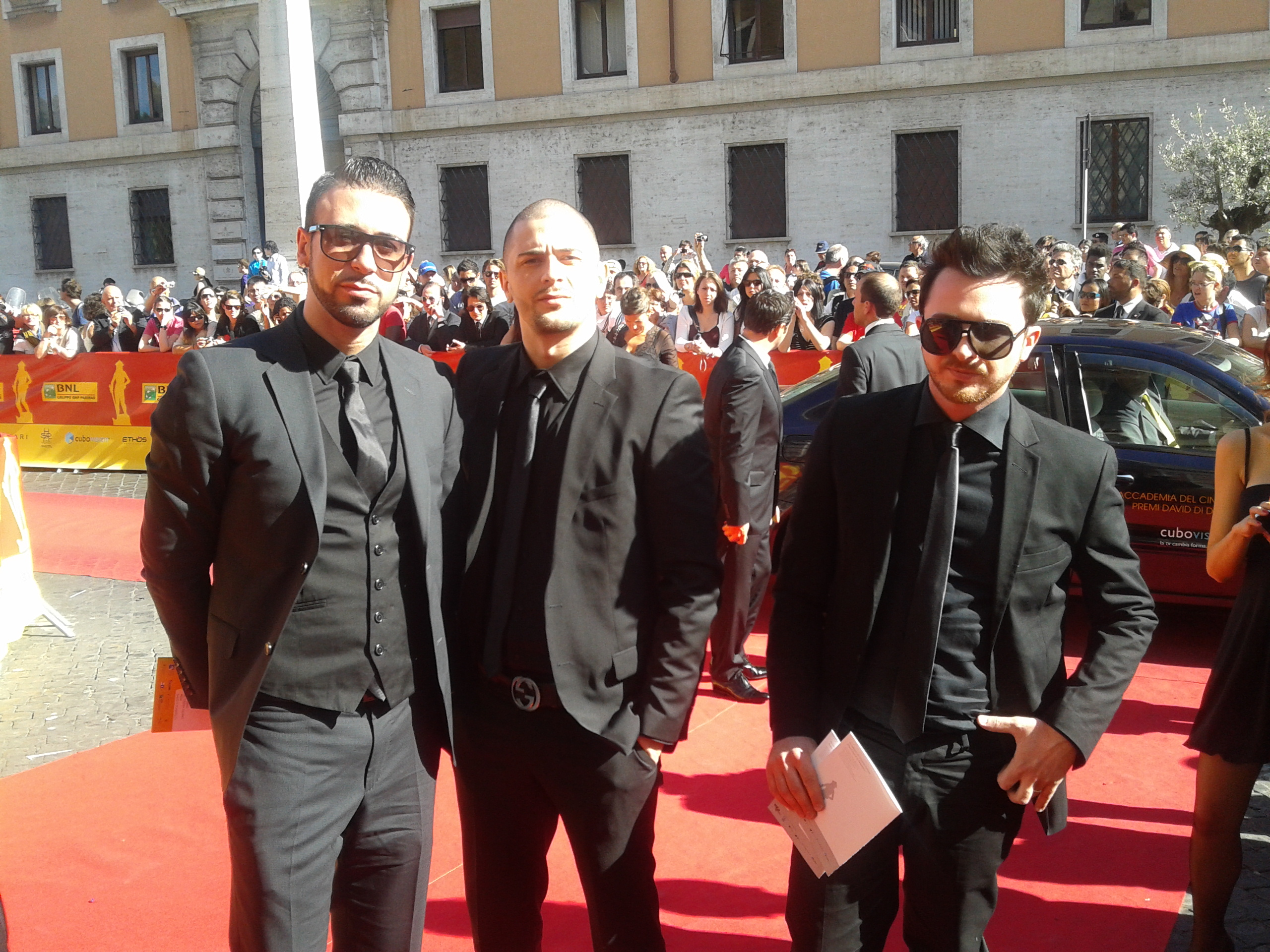
The Ceasars (Ceasars Productions), autori della colonna sonora

Alla colonna sonora, di Amir e di The Ceasars (Ceasar Productions), è stato assegnato il Premio Cinema Giovane 2012 - premio speciale della Direzione Artistica. Le dodici tracce della colonna sonora sono state pubblicate da EMI Music Publishing Italy.
La canzone originale, Scialla, dalla quale è stato tratto il videoclip ufficiale, ha fatto ottenere ad Amir e a The Ceasars (Ceasar Productions) due candidature: la prima ai David di Donatello 2012 (ottenendo il secondo posto all'interno della cinquina arrivata in finale) e l'altra ai Nastri d'Argento 2012, il più antico riconoscimento cinematografico europeo, organizzato dal Sindacato nazionale giornalisti cinematografici italiani (SNGCI).
Il videoclip ufficiale, diretto dal regista Gianluca Catania e vincitore al Premio Roma Videoclip 2012 (X edizione), è stato sottotitolato in francese dagli studenti del Liceo Suger di Parigi –Saint Denis in occasione del festival Terra di cinema 2012 di Tremblay, che hanno tradotto il termine “Scialla” con il francese “tranquille”.

### Tracce
1. Francesco Rigon – Le onde
2. Amir – La parte del figlio
3. Amir – Scialla
4. Francesco Rigon – Mr. Slide
5. Amir – Questa è Roma
6. Ceasar & PStarr – Pool party
7. Ceasar Productions – Macchina gialla
8. Amir – La strada parla
9. Ceasar & PStarr – Discoteque
10. Ceasar & PStarr – Scialla variazioni sul tema
11. Francesco Rigon – Il gatto e la pioggia
12. Amir – Le ali per volare

## Location
Alcuni degli esterni girati a Roma:
- Il bar frequentato da Bruno è in Largo Chiarini Giovanni 2 nel rione di San Saba;[20]
- La casa dove Luca vive con la madre (scena iniziale e finale del film/prima dei titoli di coda) è in Via Francesco Negri angolo Via Ostiense nei pressi degli Ex Mercati Generali; Il Davinotti
- La scuola frequentata da Luca e dove insegna la professoressa Di Biagio è il Liceo Ginnasio Statale Virgilio in Via Giulia 38 nel rione Regola; Il Davinotti
- La villa del Poeta è in Via di Grottarossa. Il Davinotti

## Citazioni e riferimenti
- Il personaggio di Bruno è ispirato a quello di Don Johnston di Broken Flowers e anche di Bob Harris di Lost in Translation - L'amore tradotto, entrambi interpretati da Bill Murray, ma, soprattutto, a quello di Drugo de Il grande Lebowski interpretato da Jeff Bridges. Con Big Lebowski il professor Beltrame condivide non solo lo stile di vita da slacker, ma anche lo stile dell'abbigliamento (i pantaloncini corti, la camicia hawaiana e l'accappatoio indossati da Bruno ne sono una chiara allusione).
- Il personaggio del Poeta, interpretato da Vinicio Marchioni, rappresenta una parodia del personaggio de il Freddo, dallo stesso magistralmente interpretato in Romanzo criminale - La serie. Questo stravagante malvivente con la passione per Pier Paolo Pasolini, che ha uno Schnabel in casa ed obbliga i suoi ospiti, più inclini a divertirsi in piscina, a sorbirsi I 400 colpi di François Truffaut, si contrappone, con molta ironia dell'attore e del regista, alla figura del criminale “eroe” facilmente idealizzato dalle giovani generazioni.[21]
- Il finale, in cui Bruno gira in motorino per le strade di Roma, fa riferimento al primo episodio di Caro diario, film di Nanni Moretti del 1993.[22]

## Riconoscimenti
- 2012 - David di Donatello

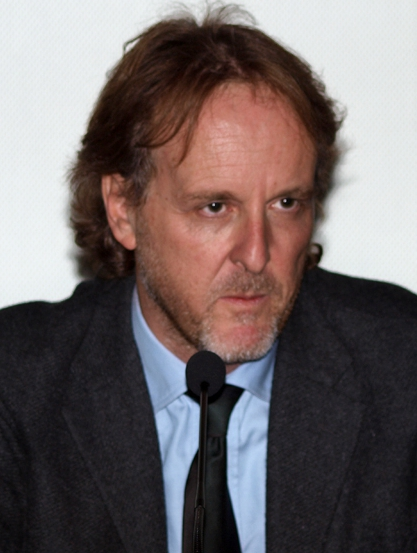
Francesco Bruni, soggetto, sceneggiatura e regia

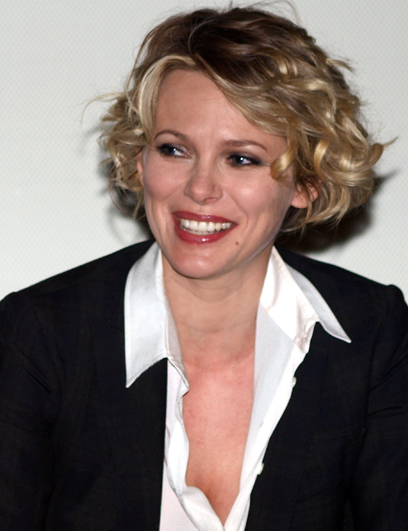
Barbora Bobuľová interpreta Tina

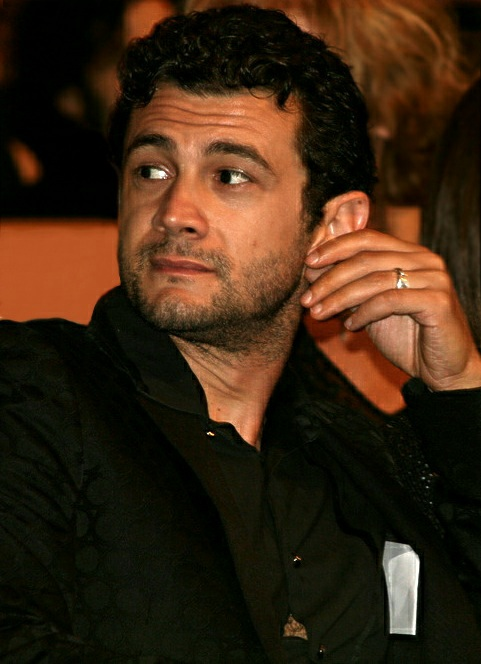
Vinicio Marchioni, interpreta il Poeta

  - Miglior regista esordiente a Francesco Bruni
  - Premio David Giovani a Francesco Bruni
  - Nomination Miglior attore protagonista a Fabrizio Bentivoglio
  - Nomination Migliore attrice non protagonista a Barbora Bobuľová
  - Nomination Migliore sceneggiatura a Francesco Bruni
  - Nomination Migliore canzone originale (Scialla!) a Amir Issaa e The Ceasars (Ceasar Productions)
- 2012 - Nastro d'argento
  - Miglior regista esordiente a Francesco Bruni
  - Premio Guglielmo Biraghi a Filippo Scicchitano
  - Nomination Miglior attore protagonista a Fabrizio Bentivoglio
  - Nomination Migliore attrice non protagonista a Barbora Bobuľová
  - Nomination Migliore sceneggiatura a Francesco Bruni
  - Nomination Migliore canzone originale (Scialla!) a Amir Issaa e The Ceasars (Ceasar Productions)
- 2011 - Mostra internazionale d'arte cinematografica di Venezia
  - Premio Controcampo Italiano a Francesco Bruni
  - Premio Premio AIF a Francesco Bruni
  - Premio Vittorio Veneto Film Festival a Francesco Bruni
- 2011 - Annecy cinéma italien
  - Miglior attore a Vinicio Marchioni
- 2012 - Ciak d'oro
  - Nomination Miglior attore non protagonista a Vinicio Marchioni
  - Nomination Miglior attrice non protagonista a Barbora Bobuľová
  - Nomination Migliore sceneggiatura a Francesco Bruni
- 2012 - Premio Roma Videoclip[23]
  - Miglior videoclip a Amir Issaa e The Ceasars (Ceasar Productions)
- 2012 - Bastia Italian Film Festival
  - Nomination Gran Premio della Giuria a Francesco Bruni
- 2012 - Bimbi Belli Festival
  - Miglior attore a Fabrizio Bentivoglio
  - Nomination Miglior film a Francesco Bruni
- 2011 - Capri Hollywood[24]
  - Capri Breakout Actor Award a Filippo Scicchitano
- 2012 - Festival de Cinéma Univerciné Italie
  - Premio del Pubblico
- 2011 - Federazione Italiana Cinema d'Essai
  - Miglior attore a Vinicio Marchioni
  - Miglior montaggio a Marco Spoletini
- 2013 - Golden Graal
  - Nomination Miglior attore in un film commedia a Filippo Scicchitano
- 2012 - Italian Online Movie Awards
  - Miglior opera prima a Francesc Bruni
- 2012 - Kineo Awards
  - Miglior opera prima a Francesco Bruni
  - Nomination Miglior film a Francesco Bruni
  - Nomination Migliore attore protagonista a Fabrizio Bentivoglio
  - Nomination Miglior attore non protagonista a Vinicio Marchioni
  - Nomination Miglior attrice non protagonista a Barbora Bobuľová
- 2012 - Premio Cinema Giovane[25]
  - Migliore opera prima
  - Migliore attore giovane a Filippo Scicchitano (ex aequo)
  - Miglior tema musicale a Amir Issaa e The Ceasars (Ceasar Productions)
- 2012 - Est Film Festival[26]
  - Premio del pubblico
- 2012 - Agave di cristallo
  - Miglior film italiano per la qualità dei dialoghi[27]